# Nadagara
Nadagara är ett släkte av fjärilar. Nadagara ingår i familjen mätare.

## Dottertaxa tillNadagara, i alfabetisk ordning[1]
- Nadagara argyrosticha
- Nadagara cinctipuncta
- Nadagara comprensata
- Nadagara cryptospila
- Nadagara cuneigera
- Nadagara dohertyi
- Nadagara epopsioneura
- Nadagara extensipennis
- Nadagara extracta
- Nadagara hypomerops
- Nadagara inordinata
- Nadagara intractata
- Nadagara irretracta
- Nadagara juvenescens
- Nadagara juventinaria
- Nadagara levuensis
- Nadagara odontias
- Nadagara orbipuncta
- Nadagara prosigna
- Nadagara pulchrilineata
- Nadagara reprensata
- Nadagara scitilineata
- Nadagara serpentina
- Nadagara subnubila
- Nadagara synocha
- Nadagara synodoneura
- Nadagara tractata
- Nadagara umbrifera
- Nadagara vigaia
- Nadagara vindevogheli
- Nadagara xylotrema